# 12572 Sadegh
12572 Sadegh este un asteroid din centura principală de asteroizi.

## Descriere
12572 Sadegh este un asteroid din centura principală de asteroizi. A fost descoperit pe 13 iulie 1999 la Socorro, New Mexico, în cadrul proiectului LINEAR. Asteroidul prezintă o orbită caracterizată de o semiaxă mare de 2,30 ua, o excentricitate de 0,11 și o înclinație de 4,1° în raport cu ecliptica.